# Công nghiệp hóa tại Trung Quốc
Công nghiệp hóa tại Trung Quốc chỉ đến quá trình đất nước Trung Quốc trải qua vô vàn giai đoạn công nghiệp hóa với việc tập trung vào thời kỳ sau khi thành lập nhà nước Cộng hòa Nhân dân Trung Hoa khi quốc gia này kinh qua sự tăng trưởng đáng chú ý nhất trong sự nghiệp công nghiệp hóa. Mặc dù khái niệm công nghiệp hóa tại Trung Quốc được định nghĩa rộng rãi từ các chiến dịch trong thế kỷ 20 nhưng đất nước Trung Hoa đã có một lịch sử lâu đời đặt trong bối cảnh các nỗ lực thời kỳ tiền công nghiệp, và những lý giải cho nguyên nhân trì hoãn công nghiệp hóa khi so sánh với các nước phương Tây.
Năm 1952, 83% số lao động ở Trung Quốc làm việc trong lĩnh vực nông nghiệp. Con số vẫn duy trì ở mức cao nhưng đã giảm dần xuyên suốt thời kỳ đầu của công nghiệp hóa từ thập niên 1960 đến thập niên 1990, tuy nhiên cái nhìn về việc gia tăng dân số nhanh chóng chẳng khác gì việc tăng trưởng nhanh chóng của lĩnh vực công nghiệp trong toàn bộ thời hạn, lên tới 11% mỗi năm trong suốt giai đoạn này. Tính đến năm 1977, một bộ phận lực lượng lao động làm nông sụt giảm xuống còn khoảng 77%, và cho đến năm 2012 là 33%.